# Foie gras
Le foie gras est une spécialité culinaire à base de foie frais issu de l'élevage et de l'engraissement par gavage des oies et des canards.
Le foie gras est un mets de fête populaire et bien connu dans la cuisine française. Il se consomme cru, mi-cuit ou cuit, et peut être proposé sous forme de produits frais ou en conserve, consommé seul ou en accompagnement d'autres plats comme une viande. Selon la loi française, « le foie gras fait partie du patrimoine culturel et gastronomique protégé en France. On entend par foie gras, le foie d'un canard ou d'une oie spécialement engraissés par gavage ».
Si la technique de gavage date du XXVe siècle av. J.-C., quand les Égyptiens de l'Antiquité ont commencé à gaver les oiseaux pour les engraisser, la consommation de foie gras proprement dit a été signalée pour la première fois dans la Rome antique.
Au XXIe siècle, la France est de loin le plus grand pays producteur et consommateur de foie gras, suivie par le reste de l'Europe, les États-Unis et la Chine.
Du fait des controverses sur le gavage des animaux, plusieurs pays ou juridictions ont promulgué des lois contre la production ou la commercialisation de produits obtenus avec gavage forcé sous la pression d'associations militant pour le bien-être animal. Une autre option consiste à reconnaître et promouvoir le gavage naturel.

## Histoire

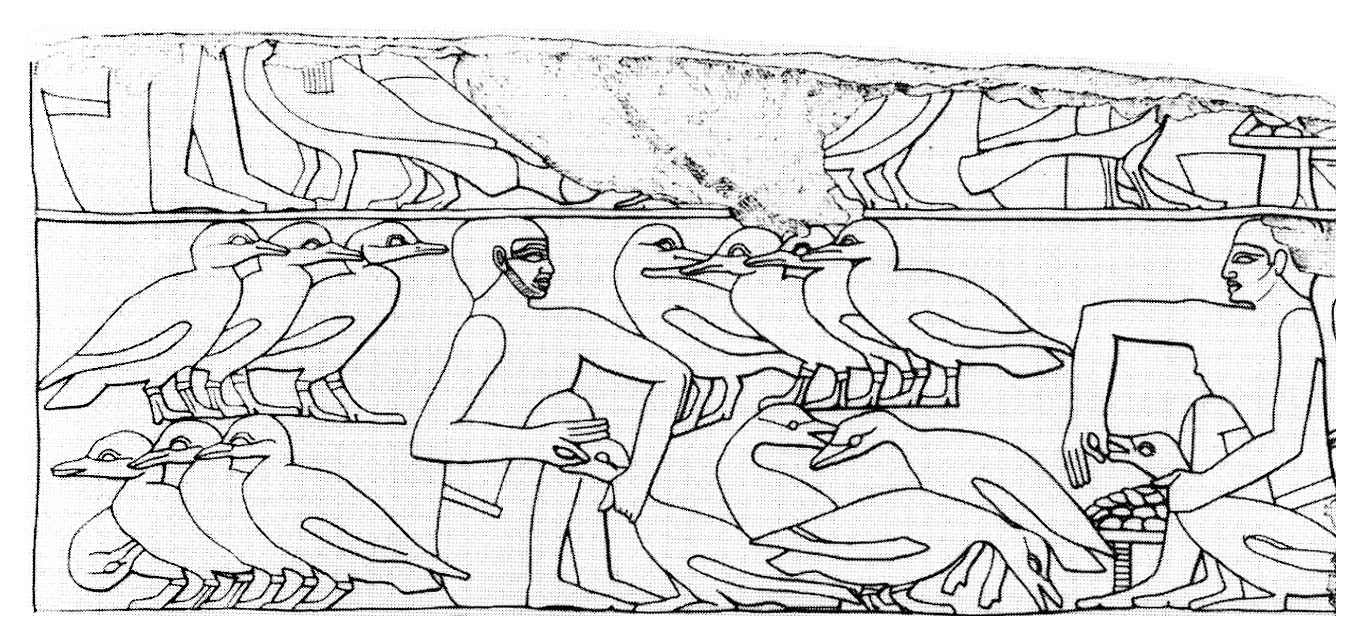
Une fresque égyptienne montrant le gavage des oies.

Représentée dans les fresques de tombes vieilles de 4 500 ans à Saqqarah, la pratique du gavage des oies remonte au moins à l'Égypte ancienne. Les Égyptiens gavaient plusieurs espèces d'oiseaux palmipèdes, dont des oies, à l'aide de granules de grains rôtis et humidifiés.
La pratique s'est poursuivie dans la Grèce antique et sous l'Empire romain. Athénée et plusieurs auteurs du théâtre grec rapportent dans leurs écrits la pratique grecque de l'engraissement des palmipèdes avec du froment écrasé dans l'eau. Pline l'Ancien évoque le gavage d'oies chez les Romains à l'aide de boulettes de figues séchées et broyées, mouillées pendant 20 jours pour les attendrir. Au IVe siècle, le De re coquinaria d’Apicius donne sa première recette. Le foie produit s'appelait en latin Jecur ficatum, que l'on traduit littéralement par « foie aux figues ». Les anciens ne conservèrent que le terme ficatum ou figue pour sa dénomination, ce qui donna la forme figido au VIIIe siècle, puis fedie, feie au XIIe et finalement « foie ». Cette racine se retrouve dans les langues romanes, comme le français, l'italien, le portugais, l'espagnol et le roumain.
Du Ve siècle au XVIe siècle, il existe peu de traces écrites ou iconographiques sur le foie gras et ses méthodes de production.
La tradition du foie gras s'est perpétuée après la chute de l'Empire romain en Europe centrale, dans les communautés juives. Les Juifs utilisaient fréquemment la graisse d'oie pour la cuisson, car le beurre avec la viande et le saindoux leur étaient interdits.
De plus, les huiles d'olive et de sésame étaient difficiles à obtenir en Europe centrale et de l'ouest. Le foie gras est cité dans plusieurs ouvrages dont celui de Hans Wilhelm Kirchhof (en) "Ein neu Kochbuch" en 1562 qui décrit des recettes d'Europe centrale, dans celui de Bartolomeo Scappi "Opera" (1570) chef de cuisine du pape Pie V.
Les juifs répandirent l’élevage des oies, de l’Alsace jusqu’à l’Oural, et apprirent à en maîtriser le gavage, surtout dans les régions où l'on cultive le maïs (qui fut introduit au XVIIe siècle) et après le développement de l'appertisation : l’Alsace (l’invention du pâté de foie gras à Strasbourg vers 1780 par Jean-Pierre Clause, cuisinier du maréchal de Contades, est peut-être une légende, mais la recette date de cette époque) et la Hongrie. Il est mentionné dans un livre de cuisine de Francfort en 1581.
L'origine du foie gras est très ancienne : il est toutefois défini dans la loi française comme faisant partie du patrimoine culturel et gastronomique du pays.
En France, l'industrialisation de la production a lieu à partir des années 1980 en relation avec la grande distribution, les industriels « se sont mis à produire des foies gras et du canard confit à la chaîne, promettant une consommation de masse, mais aussi une sérieuse baisse de qualité ».

## Production

### Technique d'élevage et de gavage

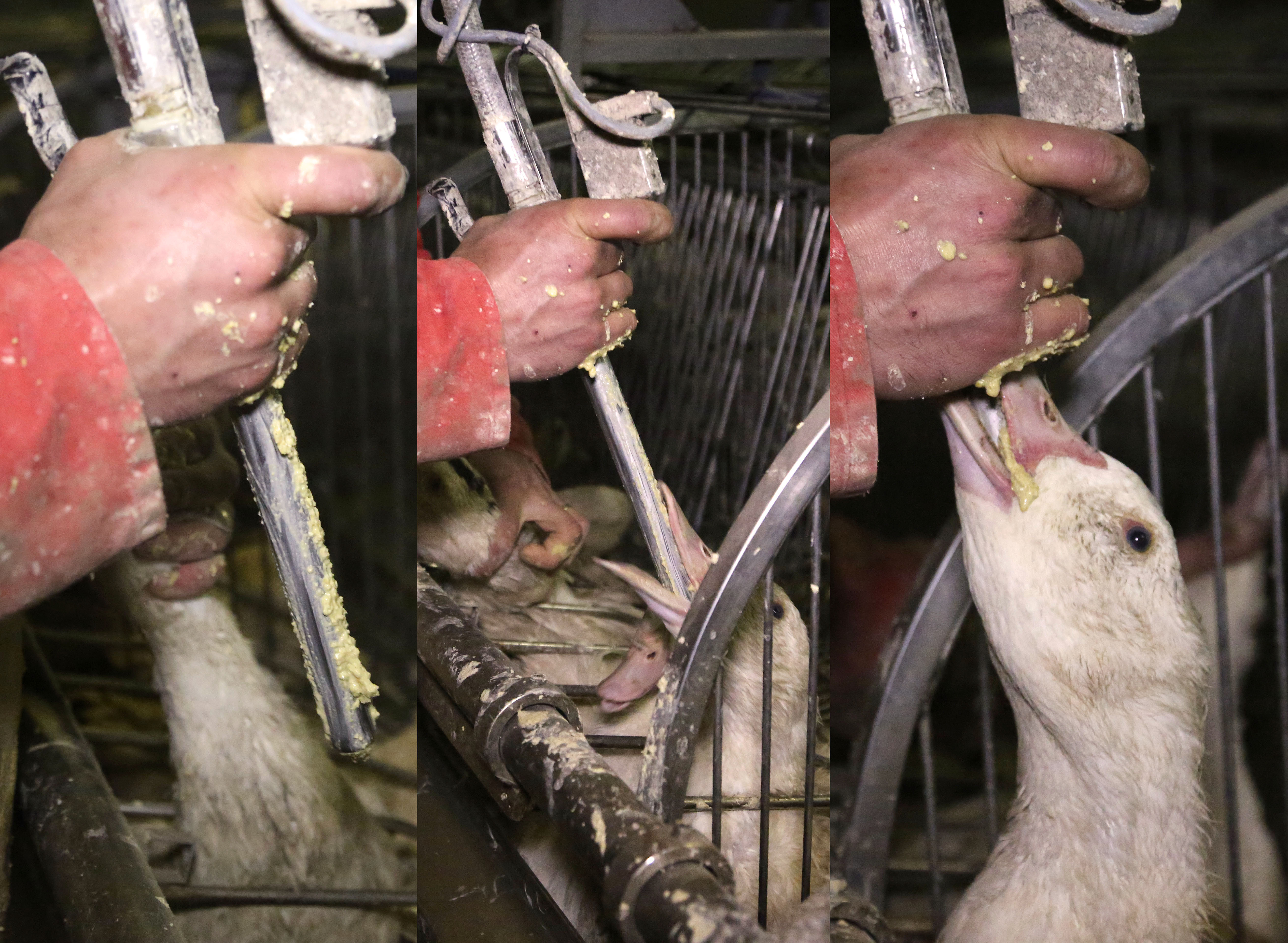
Gavage de canards.

Le principe de base pour obtenir du foie gras est d'élever des oies ou des canards, puis de les gaver durant la période précédant l'abattage (en général, une douzaine de jours) afin d'engraisser l'animal, ce qui permet notamment de faire grossir le foie jusqu'au stade de la stéatose hépatique, et d'obtenir ainsi le foie gras cru.
Alors que l'engraissement de l'animal est essentiel à la production de foie gras, la pratique commune de l'engraissement par gavage suscite des controverses qui ont abouti, selon les pays, à l'interdiction du gavage ou à celle de la commercialisation de foie gras. L'Argentine, Israël,, la Norvège, la Suisse et la Californie (États-Unis) interdisent le gavage. En Europe, l'interdiction est stipulée par un traité exceptant les pays où il s'agit d'une « pratique actuelle » : la France, la Belgique, l'Espagne, la Hongrie et la Bulgarie,. Les opposants au gavage arguant de la souffrance animale, ses partisans présentent des études visant à démontrer que certaines formes de gavage n'en provoquent pas,. Par ailleurs, des tentatives sont faites pour trouver des alternatives à l'engraissement par gavage.
Outre le foie gras, les volailles ainsi engraissées fournissent également d'autres produits comme les magrets, les cuisses ou les cous servant à l'élaboration de spécialités culinaires comme le confit de canard ou d'oie par exemple.

### Au niveau mondial
La production mondiale de foie gras est de 27 116 tonnes en 2011, dont près de 96 % est du foie de canard. Le premier producteur mondial de foie gras est la France avec 19 992 tonnes en 2011, suivi de très loin par la Bulgarie 2 660 tonnes (2011), la Hongrie 2 450 tonnes (2011), l'Espagne 850 tonnes (2011) enfin la Chine ou la production de foie gras est seulement de 200 tonnes (2010) mais dont le marché progresse de plus de 20 % par an. En Amérique du Nord, le Canada exporte une centaine de tonnes par année aux États-Unis. La production se concentre dans la province de Québec.

### En France

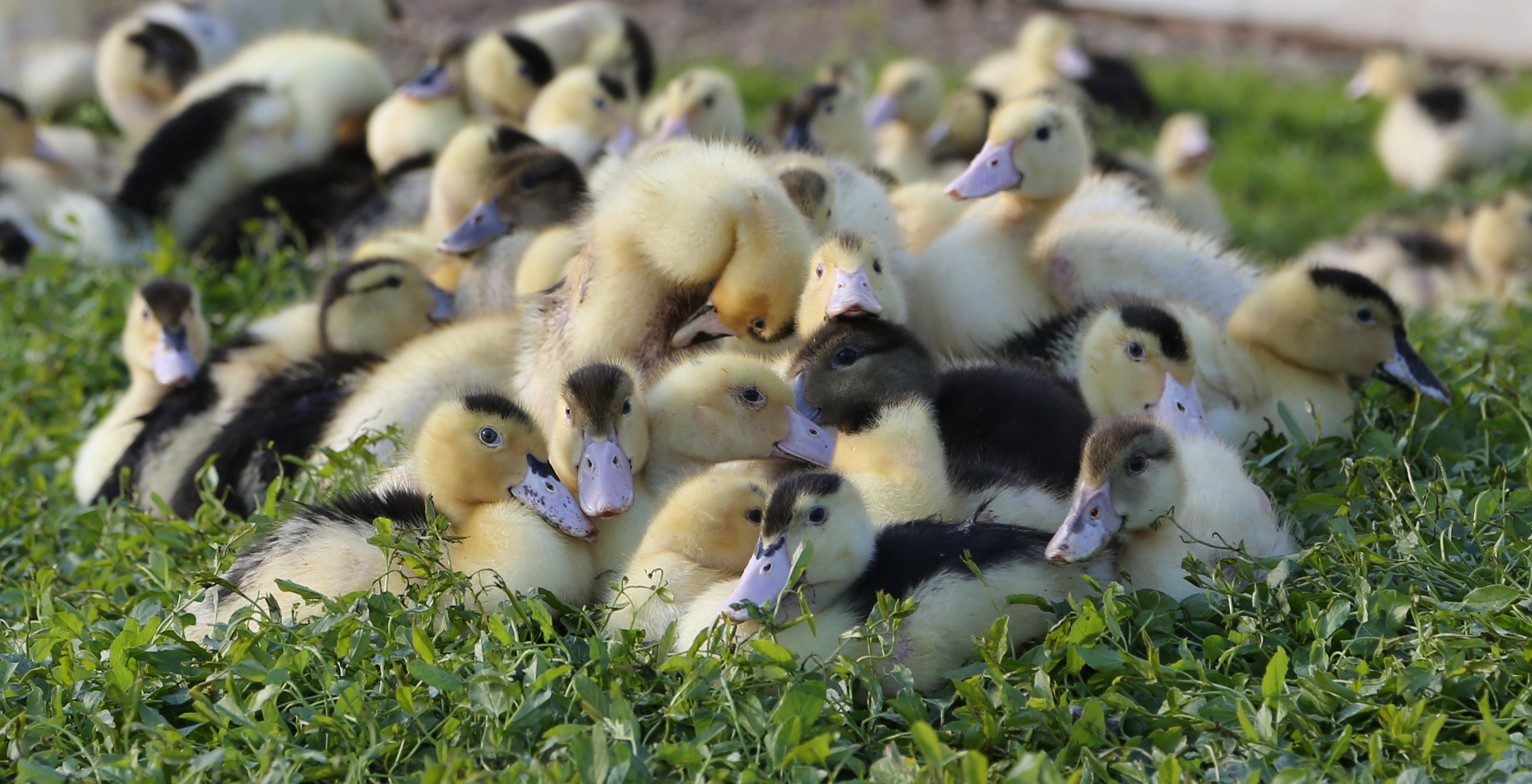
Canetons mulards élevés en semi liberté.

En 2007, les trois premières régions productrices de foie gras en part de marché sont : Aquitaine : 9 000 tonnes, Midi-Pyrénées : 3 840 tonnes, Pays-de-la-Loire : 3 500 tonnes, suivies, dans une moindre mesure, par la région Poitou-Charentes et la Bretagne (4 %). Par département, la production française se répartit comme suit : Landes (24 %), Pyrénées-Atlantiques (15 %), Vendée (13 %), Gers (11 %), Dordogne, Lot-et-Garonne, Deux-Sèvres, Hautes-Pyrénées, Lot, Loire-Atlantique.
En 2008, selon TNS Sofres, « les marchés du foie gras grand public ont perdu 8 % en volume », et selon le CIFOG, « l’effondrement des marchés du foie gras pour la restauration et l’export ont engendré une surproduction sur l’ensemble de la filière d’environ 20 % ».
En 2009, selon le CIFOG, « le contexte international défavorable, la baisse de l’activité restauration au niveau mondial et la fermeture de frontières (Japon, Russie…), ont des répercussions sur les exportations françaises de Foies Gras crus. Elles se sont élevées à 2 178 tonnes, soit une baisse de 18 % par rapport à 2008. »
En 2011, selon le CIFOG, « les ventes de foie gras ont progressé de 1,1 % en volume et de 4,8 % en valeur ».
En 2012, en raison, entre autres, du gavage industriel, des conditions d'élevage, de l'action des organisations de défense du bien-être animal, et de l'entrée en vigueur en Californie le 1er juillet 2012, d'une loi interdisant la production et la commercialisation de foie gras, le marché du foie gras est fragilisé et la consommation de ce dernier se replie de 2,8 %
par rapport à 2011.
En 2013, les ventes de foie gras sur les dix premiers mois de l'année ont baissé en volume de 11,2 % par rapport à la même période en 2012.
En 2016, touchée par l’interdiction d’élever et de gaver des palmipèdes pendant près de cinq mois, à cause de l’épizootie d’influenza aviaire, la filière foie gras du Sud-Ouest connait une crise sans précédent. Selon le CIFOG, le manque à gagner pour la filière dans son ensemble devrait avoisiner les 350 millions d’euros sur l’année.
Plus de 70 % de la production française sont réalisés par trois groupes qui sont à la base des coopératives de collecte de maïs : Maïsadour avec les marques Comtesse du Barry, Excel et surtout Delpeyrat ; Lur Berri avec Labeyrie Fine Foods (première marque de foie gras en grandes surfaces) ; Euralis, plus gros producteur mondial de foie gras, avec les marques Rougié et Montfort.

## Appellations
Les textes français définissent différentes qualités pour les produits mis en vente, par exemple :
- foie gras entier : maximum deux morceaux issus de deux foies différents ;
- foie gras : assemblage de morceaux de foies différents ;
- bloc de foie gras : plusieurs foies émulsionnés, garantissant un goût homogène ;
- bloc de foie gras avec morceaux : crème de foies gras avec morceaux ajoutés après le mixage ;
- parfait de foie gras : contenant au moins 75 % de foie gras ;
- galantine de foie gras : préparation contenant au moins 50 % de foie gras ;
- mousse de foie gras : émulsion de foie gras et d'une farce très fine.

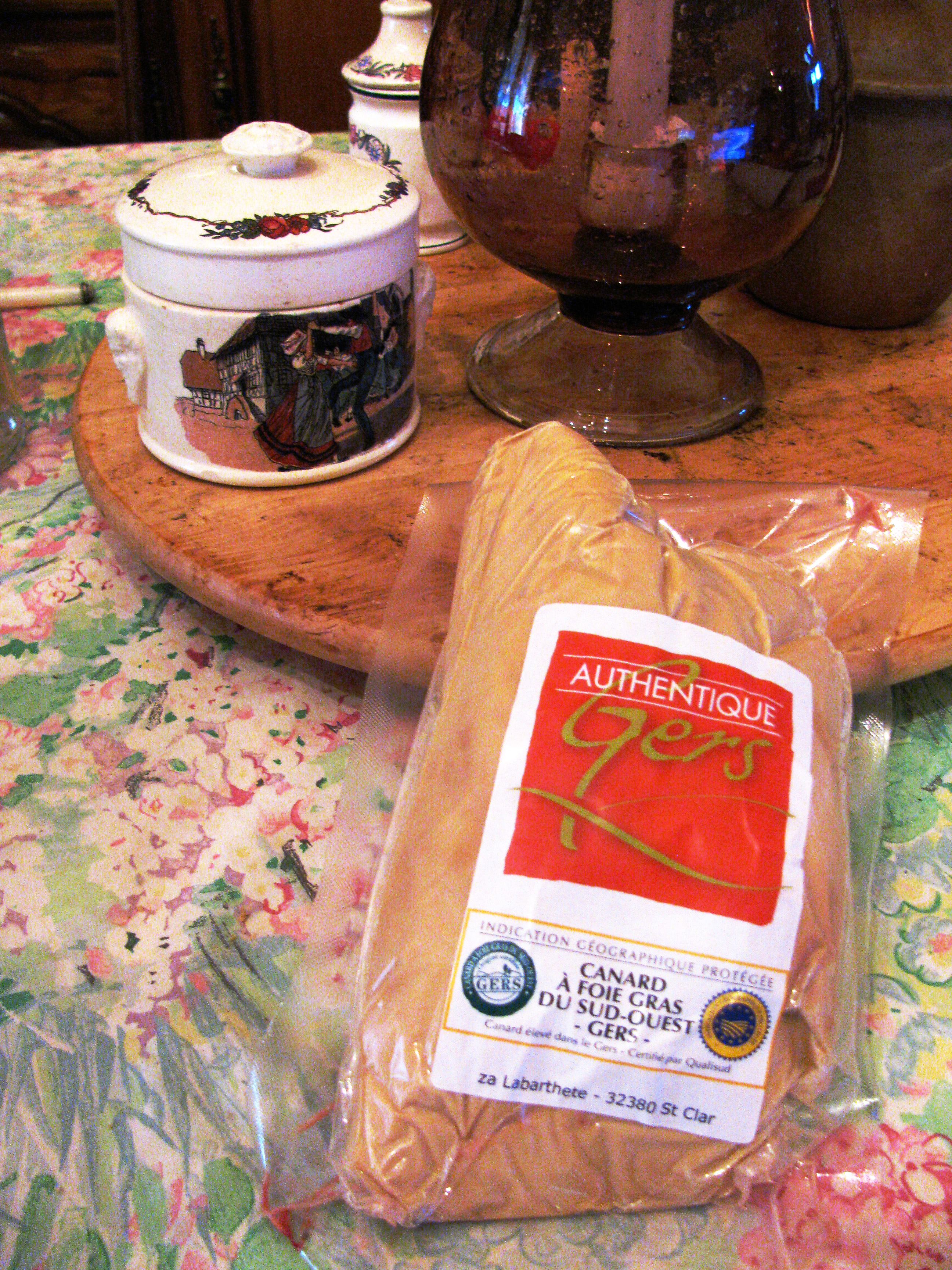
Foie gras cru vendu sous vide
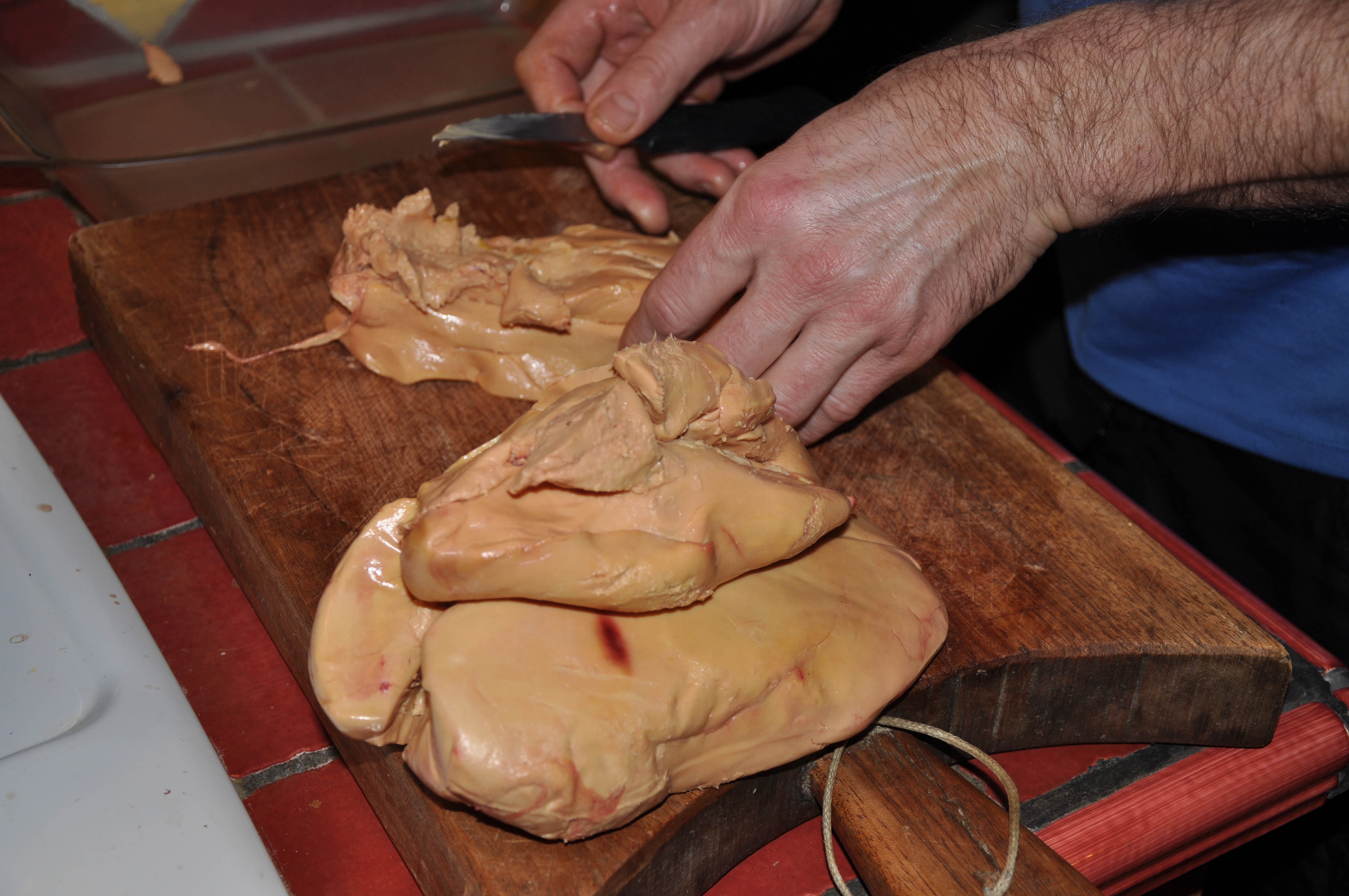
Dénervage et éveinage des lobes
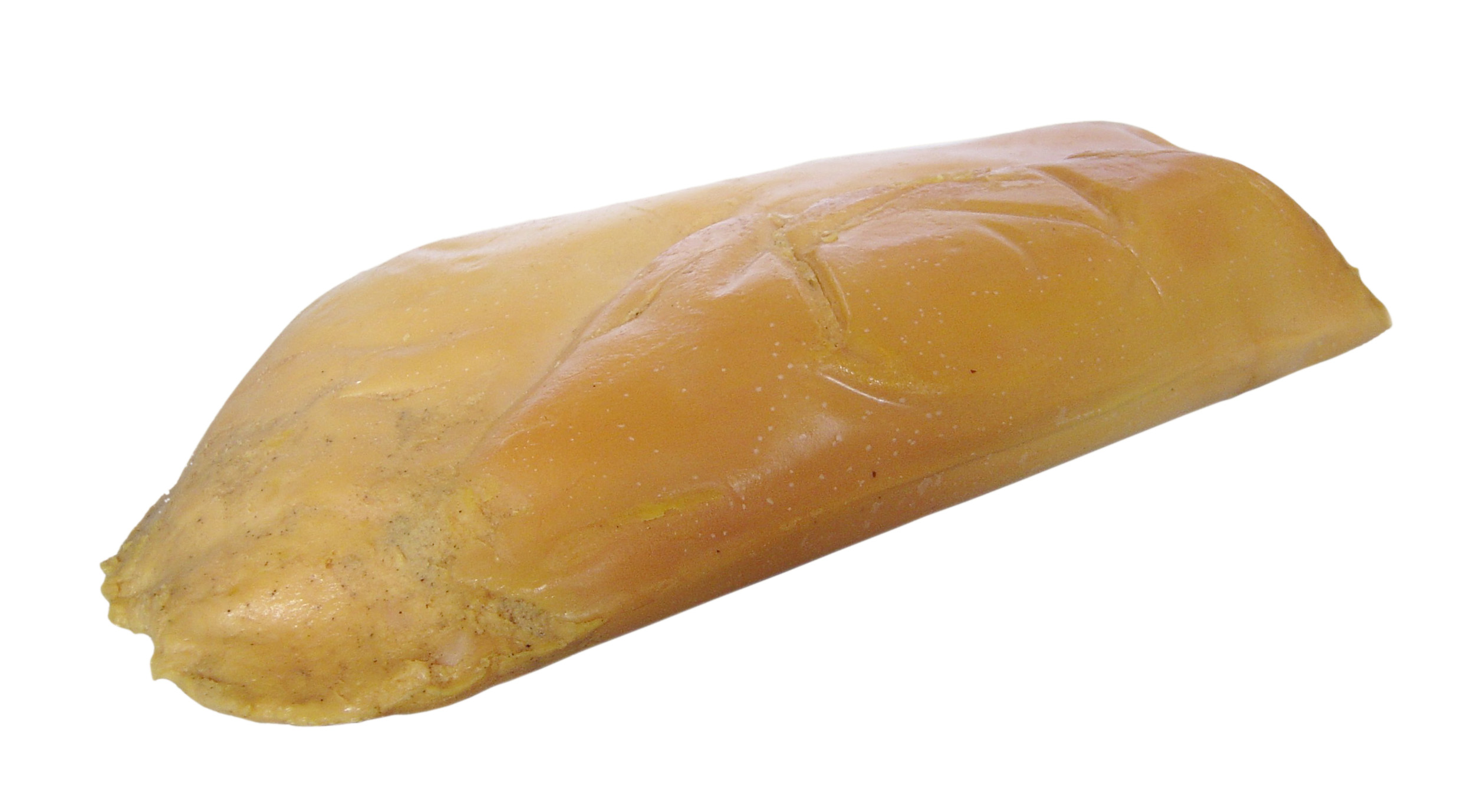
Foie gras entier cru et paré
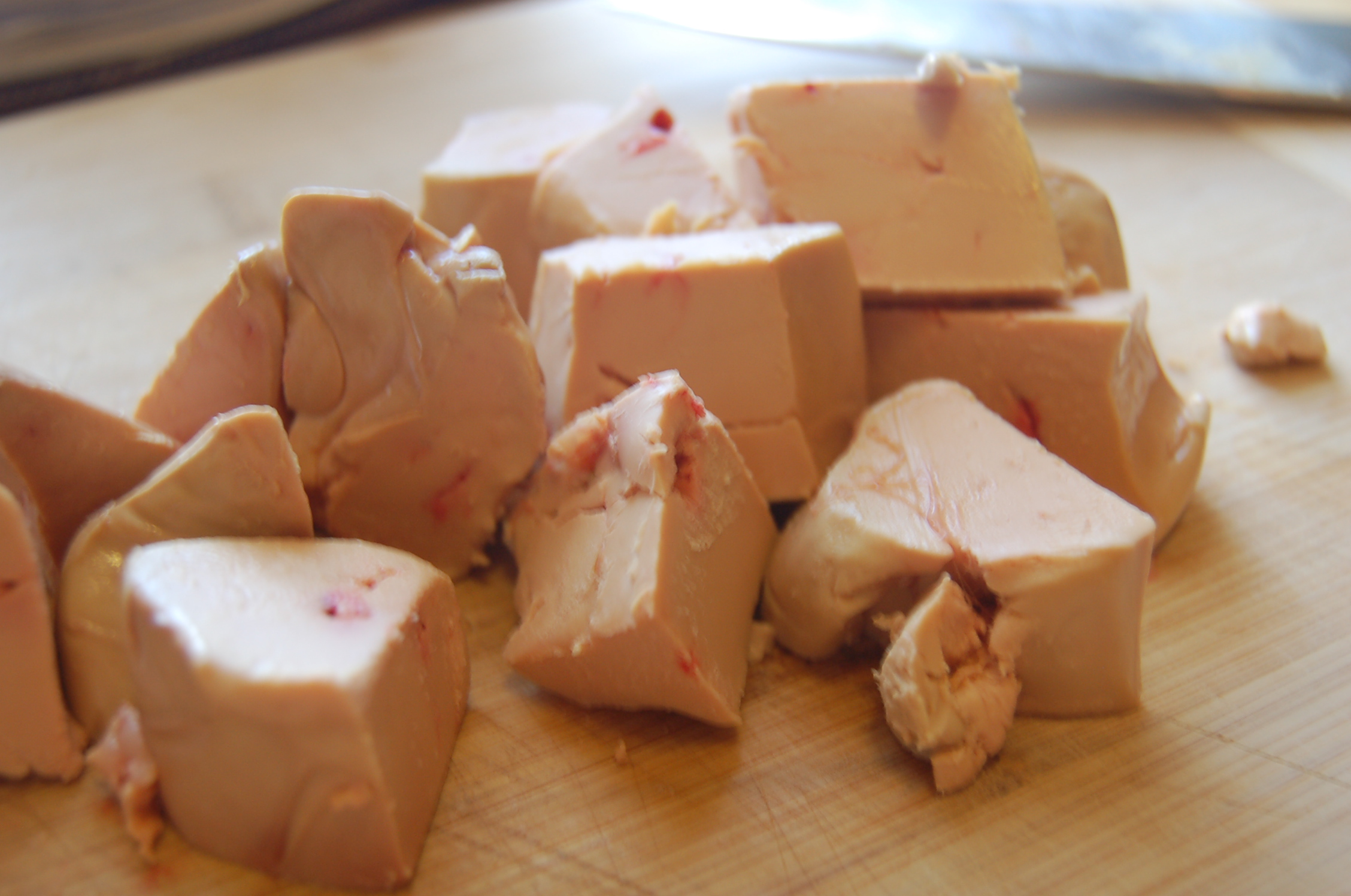
Dés de foie gras cru prêts à être cuisinés
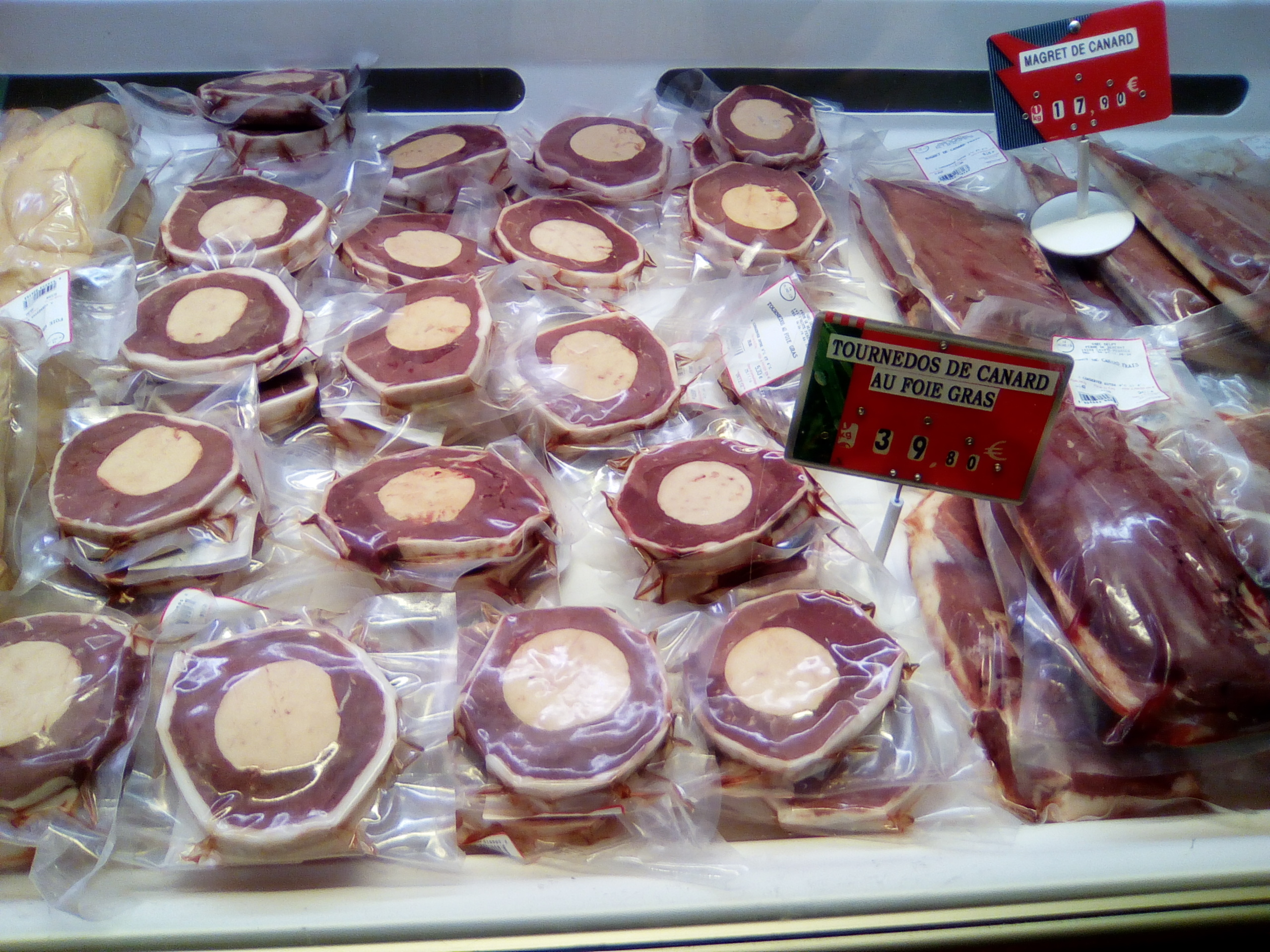
Tournedos de canard et son médaillon de foie gras prêt à cuire

## Préparation
Côté cuisine, le foie gras qui existe sous forme de terrine, peut être préparé de différentes manières :
- Cru : produit de base de travail des cuisiniers, le foie gras cru permet tous les mariages et mises en valeur possibles du produit, c'est dans cette présentation qu'il peut être préparé avant mise en conserve ou service, il ne se garde pas longtemps. On le trouve sur de nombreux « marchés au gras » du sud de la France, ainsi que chez les producteurs de foie gras d'oie et de canard.
- Mi-cuit : le foie gras mi-cuit a été pasteurisé à moins de 100 °C par une cuisson à cœur et est généralement présenté dans des terrines ou bocaux. Le foie gras mi-cuit se conserve plusieurs mois au réfrigérateur, est onctueux et conserve tous les arômes du foie fraîchement travaillé. Pour cette préparation, le foie gras est souvent enroulé dans du film alimentaire recouvert d'un torchon et plongé, hors feu, dans de l'eau qui ne bout plus[32].
- Cuit : également appelé foie gras traditionnel, il est stérilisé en autoclave à plus de 100 °C. C'est la forme la plus traditionnelle de vente. Il peut être conservé dans un endroit frais et sec pendant plusieurs années.

## Consommation
La France est de loin le premier pays consommateur de foie gras avec une consommation de 71 % des volumes mondiaux produits en 2012, ce qui représente 18 000 tonnes par an, 50% étant consommés pendant le seul mois de décembre. Alors qu'au début des années 1980, la consommation était proche d’une cinquantaine de grammes par habitant, elle atteint vingt ans plus tard, en 2003, près de 280 grammes par personne. En Europe, le foie gras est consommé en Suisse (186 tonnes importées en 2022), en Espagne, en Belgique, au Royaume-Uni, et en Allemagne. En dehors du continent européen, le foie gras est consommé au Japon, en Chine, aux États-Unis et en Israël.
Il est consommé traditionnellement froid en entrée, le plus souvent lors des repas de fête (réveillon de Noël et de la Saint-Sylvestre par exemple). Il est également possible de le consommer chaud, seul (escalope de foie gras poêlée) ou comme ingrédient d'une recette plus élaborée (notamment dans un tournedos Rossini).
Le foie gras est accompagné le plus souvent d'un vin liquoreux, tels le Sauternes ou le Monbazillac mais certains, notamment dans le Sud-Ouest, l'apprécient également accompagné d'un vin rouge très tannique comme le Madiran ou un Bordeaux (Médoc par exemple).
Toutefois il peut aussi être accompagné par un vin blanc sec qui lui apportera plus de fraîcheur. Pour souligner l'onctuosité du foie gras, les vins blancs de la Vallée du Rhône ou même de la Loire peuvent apporter des associations gustatives intéressantes.
On parle beaucoup des liquoreux ou des blancs plus généralement, mais un vieux millésime de rouge peut donner du charme au met. Par exemple, les épices et le fondant des tannins d'un Châteauneuf-du-Pape ou encore un Côte-Rôtie s'accordent bien sur un foie gras poêlé.
Pour plus de légèreté, le Champagne peut accompagner le foie gras mi-cuit en terrine. Il est préférable de privilégier le blanc de noirs 100% pinot noir qui détient une teneur en acidité moindre de façon à équilibrer le début de repas.

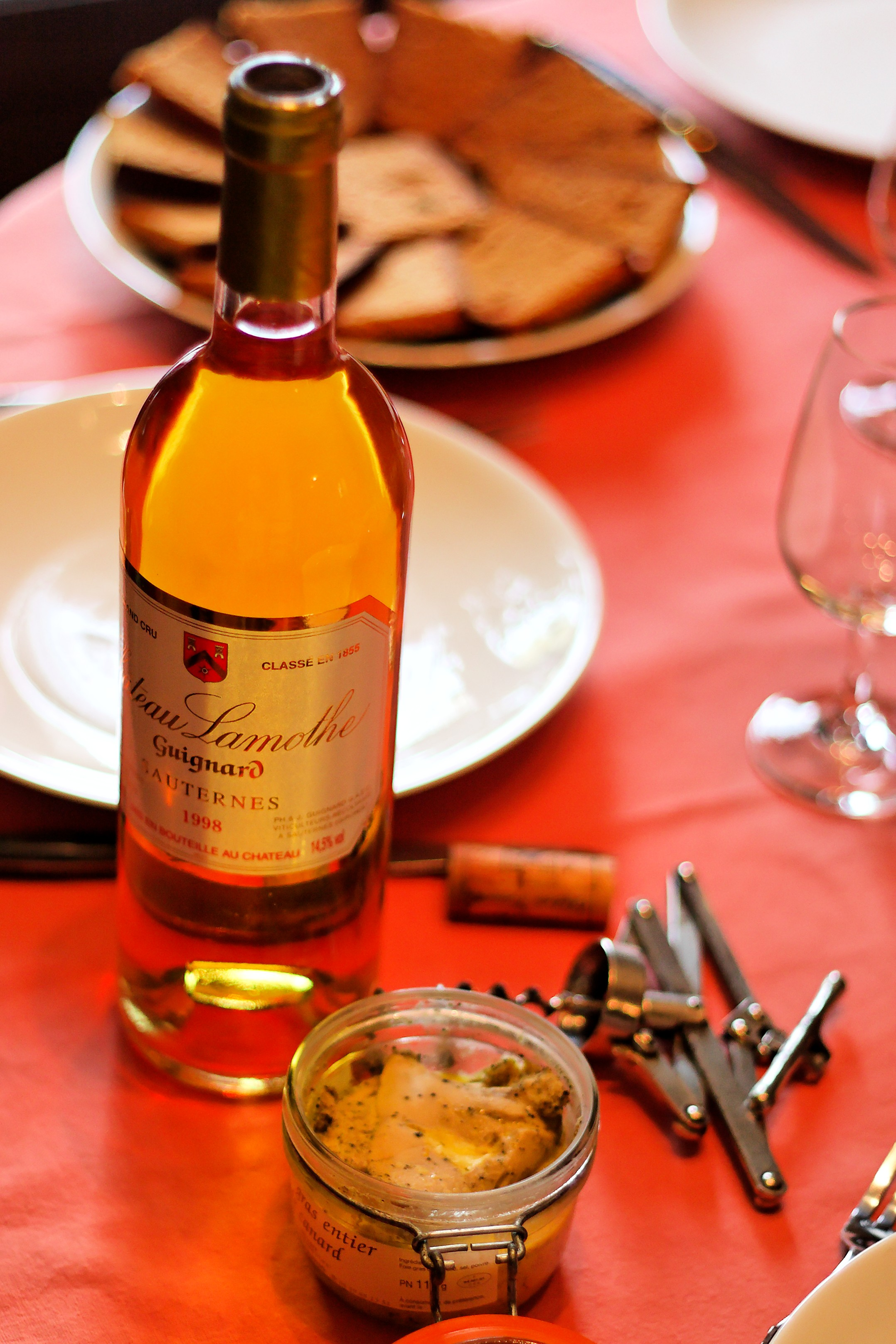
Conserve de foie gras et Sauternes (AOC)
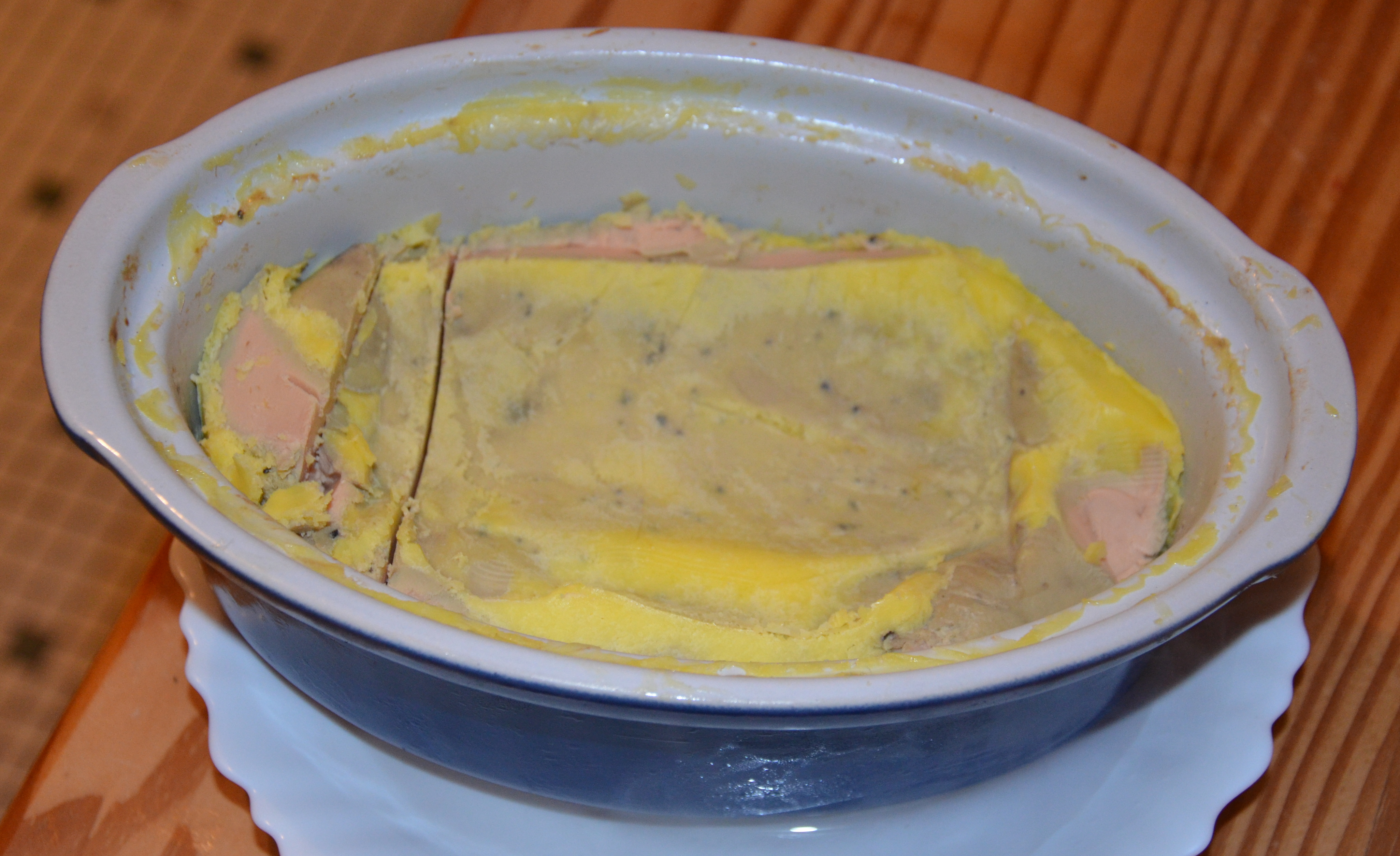
Foie gras entier mi-cuit en terrine
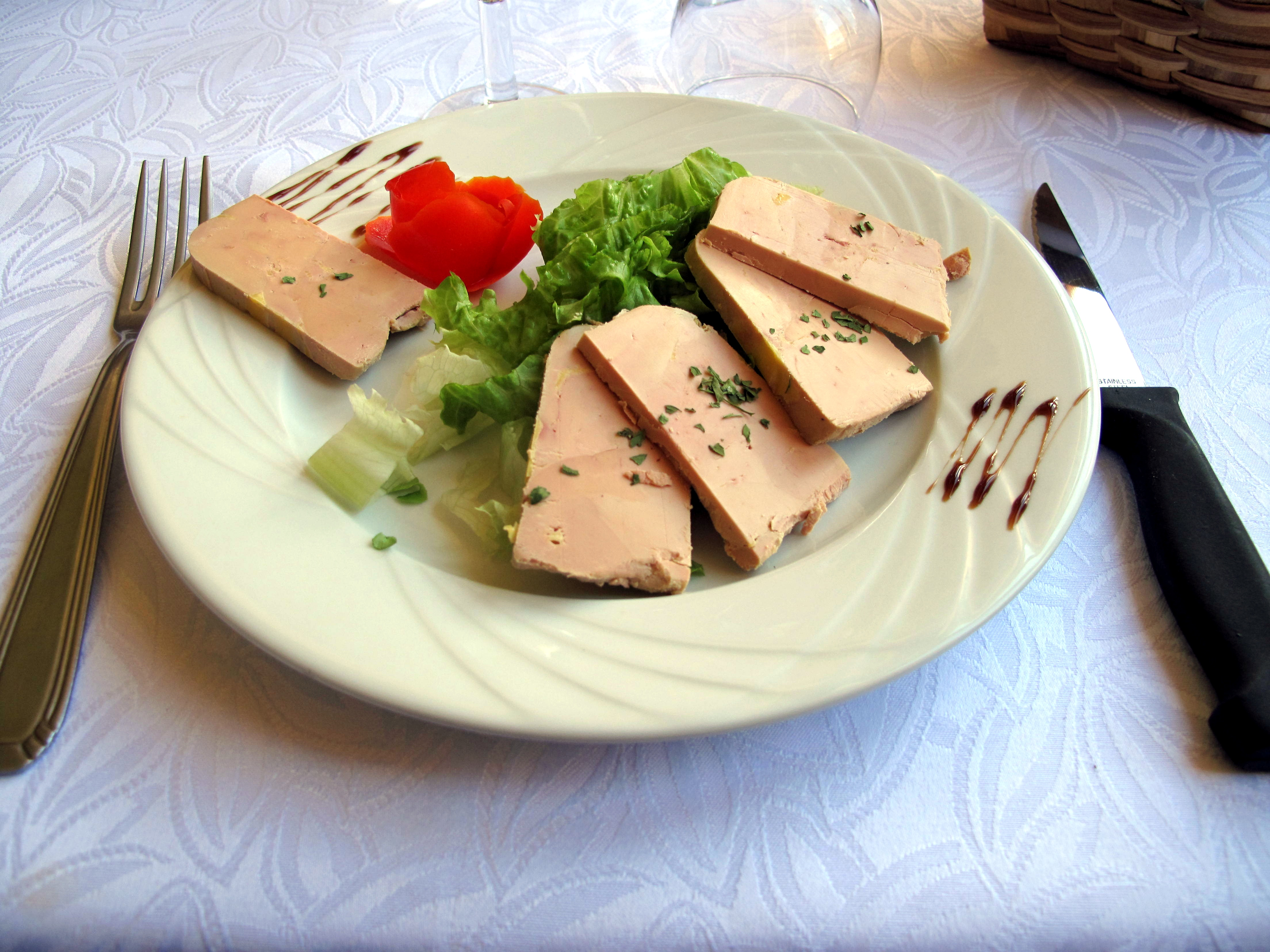
Tranches de foie gras
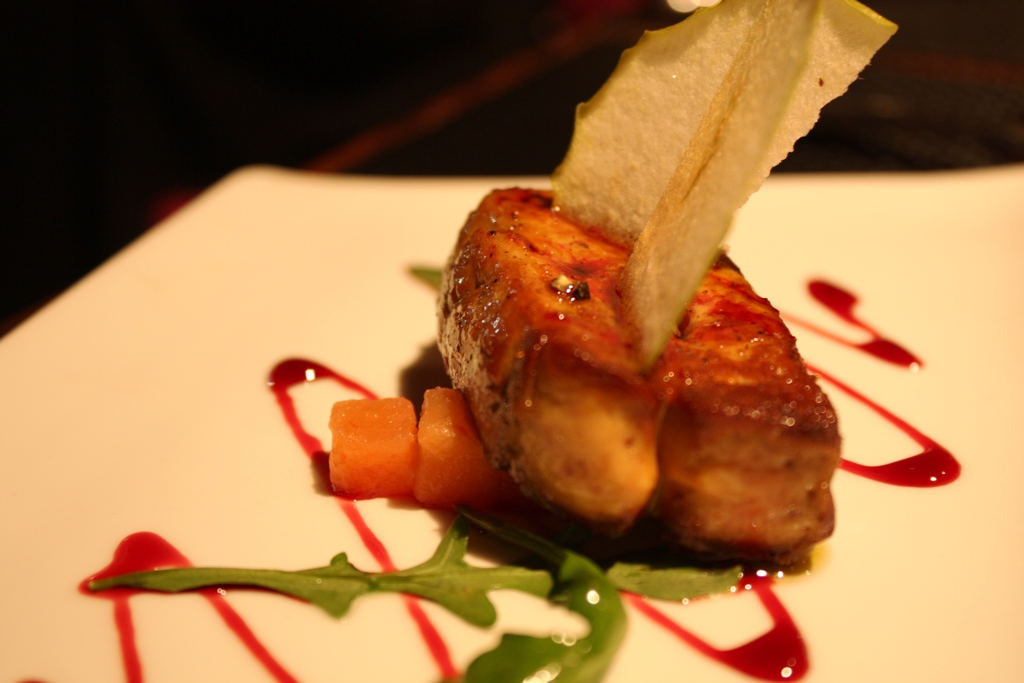
Foie gras poêlé servi avec un confit de coings au gingembre
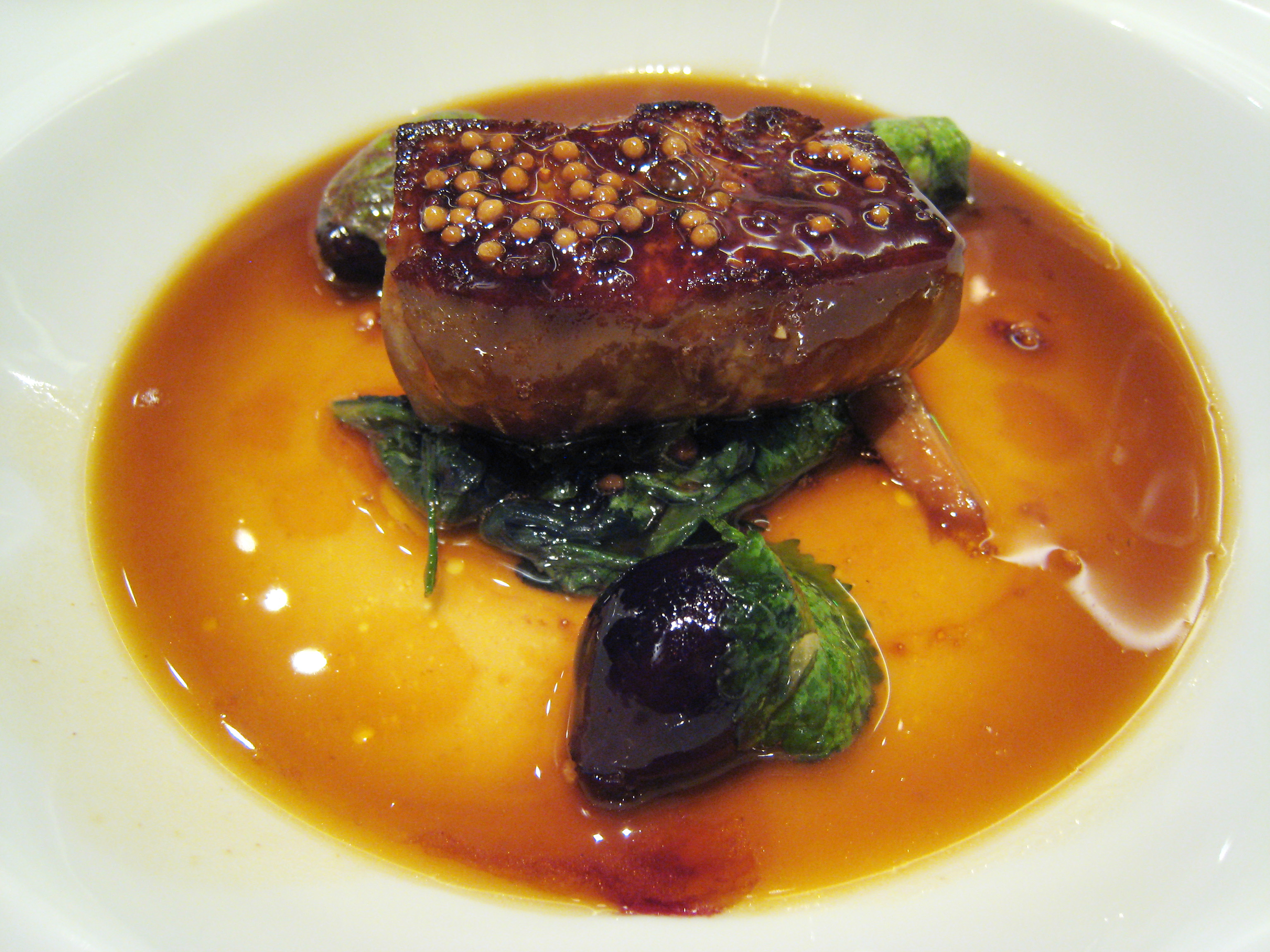
Foie gras cuit en cocotte avec graines de moutarde

## Pratiques illicites
Le 23 décembre 2019, à la suite d'une enquête menée en 2018 auprès de 68 établissements, la DGCCRF relève de nombreuses non-conformités dans 31% des établissements contrôlés,, avec notamment un dépassement, dans 43 % des blocs de foie gras testés, de la quantité légale d'eau autorisée (adultération), fixée par décret à 10%,,,. Des sanctions et des poursuites judiciaires ont été engagées,.

## Controverses autour du foie gras
En tant que produit emblématique, le foie gras est particulièrement touché par les controverses autour du gavage des oies et des canards. Les militants de la cause animale dénoncent les conditions d'obtention du foie gras, et leur lobbying a eu pour conséquences, d'une part des interdictions légales dans différents pays, d'autre part l'apparition de produits de substitution. Cette controverse a également eu des ramifications diplomatiques, les ministres de l'agriculture français défendant ce « produit d’excellence française » en raison de son importance économique et culturelle. Le lobbying des associations peut porter ses fruits même en l'absence d'interdiction légale, ainsi l'association L214 a poussé certains chefs français à renoncer au foie gras,, l'association Anima a contribué à ce que les supermarchés cessent d'en distribuer au Danemark, et PETA a contribué à ce que les distributeurs de Grande-Bretagne renoncent à en vendre.
En 2015, un producteur de foie gras vendéen qui était poursuivi pour « actes de cruauté » par une association a été relaxé faute d'éléments suffisants selon le procureur,. En Californie certains chefs ont rapporté avoir été menacés de mort sur internet pour avoir servi du foie gras après la levée de son interdiction .

### Interdictions touchant le foie gras
En Europe, la directive 98/58/CE du Conseil du 20 juillet 1998 concernant la protection des animaux dans les élevages stipule qu'« aucun animal n'est alimenté ou abreuvé de telle sorte qu'il en résulte des souffrances ou des dommages inutiles ». Certaines associations interprètent cette directive comme interdisant le gavage, donc de fait la production de foie gras. La Pologne, auparavant productrice de foie gras (au 5e rang mondial), a ainsi fermé les élevages consacrés à cette production pour le 1er janvier 1999.
Le 1er juillet 2012 le foie gras français est interdit à la vente dans l'État de Californie à la suite de l'entrée en vigueur d'une loi votée en 2004, laquelle laissait sept ans aux producteurs pour trouver une alternative au gavage. Cette interdiction a eu pour effet secondaire d'augmenter la consommation de foie gras dans cet État, le produit étant acheté en privé par les consommateurs à des entreprises hors de la Californie. Le foie gras français est ré-autorisé en 2015, puis à nouveau interdit en septembre 2017 par une cour d’appel fédérale située près de Los Angeles, car « jugé cruel pour les animaux ». Le 7 janvier 2019, la Cour suprême des États-Unis valide l'interdiction du foie gras en Californie, mettant un terme à une longue bataille judiciaire entre défenseurs du foie gras et militants de la cause animale.
Le 3 juillet 2014, à la suite des plaintes des défenseurs des animaux contre la cruauté des méthodes de gavage utilisées, la direction générale du commerce extérieur de l'Inde émet une notification interdisant toute importation de foie gras sur son territoire,.
En mai 2015, le conseil municipal de Sao Paulo, la plus grande ville du Brésil, vote à l'unanimité l'interdiction du foie gras dans tous les restaurants de la ville pour des raisons de souffrance animale. L'interdiction a été annulée en 2016.
En novembre 2019, le conseil municipal de la ville de New York adopte un texte interdisant la commercialisation de foie gras à partir de 2022. Il sera formellement interdit à tout établissement de vendre, servir ou même stocker du foie gras. Les contrevenants s'exposeront à une amende de 500 à 2 000 $ (entre 448 et 1 800 €), renouvelable toutes les 24 heures. Toutefois, l'interdiction est annulée avant son entrée en vigueur car incompatible avec la loi de l'État de New York.

### Alternatives au foie gras

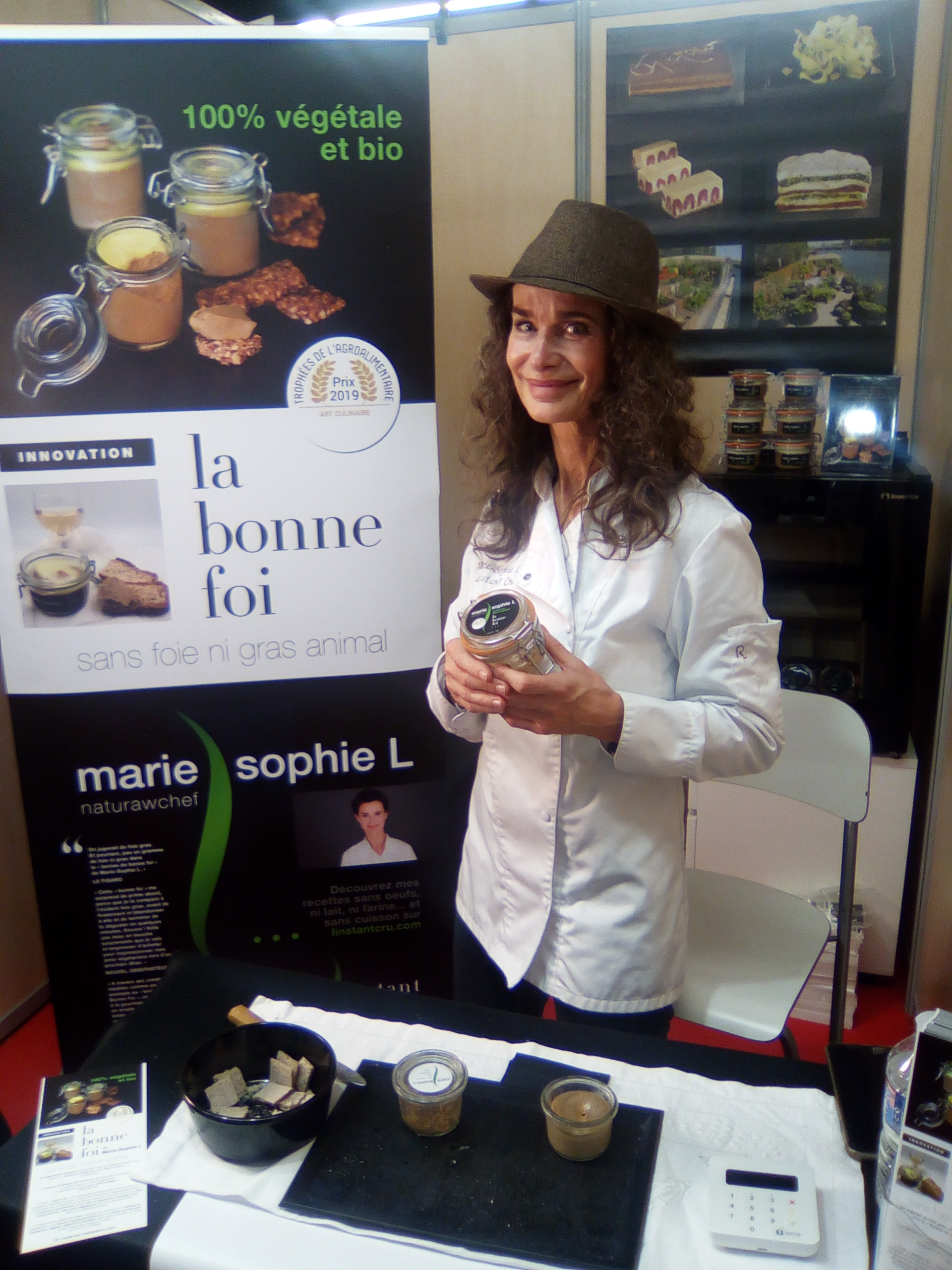
La cheffe Marie-Sophie L. présente sa terrine « la bonne foi » sur un salon alimentaire, en 2018.

En raison des controverses entourant la production de foie gras, deux types d'alternatives ont été développées : d'une part une alternative à la méthode de production traditionnelle (le gavage forcé), pour obtenir un foie en minimisant les souffrances animales, d'autre part des alternatives végétariennes ou véganes.

#### Alternatives au gavage forcé
L'alternative au gavage forcé, exploitant une capacité naturelle des oies à se suralimenter et à accumuler des réserves avant la migration d'hiver, repose sur une alimentation ad libitum. Elle ne permet qu'un abattage par an et le produit obtenu est commercialisé en Angleterre 60 % plus cher qu'un foie gras obtenu par gavage. Bien qu'un foie produit par cette dernière méthode ait été primé au Salon international de l'alimentation en 2006, certains auteurs mettent en doute son adéquation à l'attente des consommateurs et l'INRA indique avoir échoué à obtenir par une telle méthode un produit commercialisable en tant que foie gras.
En France, l'équipe de Rémy Burcelin, chercheur à l'Inserm spécialiste des maladies métaboliques et cardiovasculaires, est parvenue à produire du foie gras sans gavage forcé en réussissant à sélectionner les bactéries permettant d'optimiser le maïs ingéré par les animaux. Une dose de 0,3 ml de ces ferments donnée aux oisons d'un jour suffit pour activer le phénomène naturel d'accumulation de gras dans le foie. Sa société Aviwell, qui dispose d'une ferme expérimentale d'oies du Périgord, commercialise en 2019 ses premiers foies gras obtenus suivant cette technique au prix de 124 € la terrine de 125 g, et compte produire 2 000 à 3 000 foies gras d'oie en 2020,.
L'entreprise Labeyrie commercialise quant à elle un « foie fin » d'oie issu d'oies non gavées, disponible en Allemagne, en Suisse ou aux Pays-Bas.
D'autres marques se sont également inspirées de ces procédés pour proposer leur propre produit : 
| Marque                       | Produit(s)                                            |
| ---------------------------- | ----------------------------------------------------- |
| Auca                         | Foie gras éthique                                     |
| Aviwell                      | Foie gras                                             |
| Canoie                       | Foie naturellement gras                               |
| Corte del occa               | Foie gras FICATUM                                     |
| Eduardo Sousa                | Foie gras éthique                                     |
| Foie royal                   | Foie royal oie / canard                               |
| Gourmet finest cuisine       | Foie d'oie                                            |
| Happy foie                   | Happy foie oie / poulet / canard / canard aux truffes |
| Labeyrie                     | Foie fin                                              |
| Larnaudie                    | Foie fin d'oie au porto / de canard à l'armagnac      |
| Pierre Guéraçade             | Foie fin de canard                                    |
| Québec'oies                  | Foie gras sans gavage (oie)                           |
| Ueli und Esther Niederhauser | Foie d'oie                                            |

En décembre 2021, le député Loïc Dombreval dépose une proposition de loi visant à élargir l'appellation foie gras aux produits issus de gavage naturel.

#### Alternatives végétales
Plusieurs pâtés végétaux se présentent par ailleurs comme des substituts de foie gras. L'association belge de défense des droits des animaux GAIA commercialise depuis 2009 le faux gras, présenté comme une alternative. Il s'agit d'une terrine végétale de fabrication allemande, produite de longue date par la société Tartex, aromatisée au champagne et aux truffes. Le produit fait l'objet d'une communication soignée visant la même image de luxe que le foie gras,, et ses commandes sont passées de 30.000 pots en 2009 à 185.000 pots en 2014.
En France, il existe plusieurs recettes végétaliennes, telles le « Tofoie Gras », à base de tofu, inventé par l'auteur culinaire Sébastien Kardinal, ou la « Bonne foi » de la cheffe Marie-Sophie L, terrine végétale et crue à base de noix de cajou, de champignons, de miso, d'huile de coco et d'épices,.
De nombreux autres produits sont actuellement disponibles dans certains magasins ou restaurants :
| Marque / restaurant   | Produit(s)                                                         |
| --------------------- | ------------------------------------------------------------------ |
| Aberyne               | Le Foie Green original / truffes / piments d'Espelette / myrtilles |
| Alive                 | Faux gras maison                                                   |
| Betty nu food         | Fwag                                                               |
| Café Mutin            | Faux gras maison                                                   |
| Gaia                  | Faux gras                                                          |
| Hello                 | Fuah !                                                             |
| La petite frawmagerie | Sans foie ni l'oie                                                 |
| Les différents        | Sans foie ni gras, terrine de sarasin                              |
| Marie Sophie L.       | La bonne foi                                                       |
| Mu food               | Joie gras truffé                                                   |
| Nestlé                | Voie gras                                                          |
| Piccard               | Délice végétal                                                     |
| Senfas                | Veg'gras                                                           |
| Noix gras             | Noix gras original / aux truffes                                   |

L'appellation du foie gras végétal est aujourd'hui connue comme le "faux gras". De plus en plus répandu, il est devenu un mets de qualité tout autant que le foie gras original.

##### Viande cultivée
Plusieurs startups actives dans le domaine de la viande cultivée sont en train de développer des alternatives au foie gras. L'entreprise japonaise IntegriCulture a en particulier annoncer vouloir augmenter sa production d'ici fin 2022.